# Dendropsophinae
Sous-famille
Les Dendropsophinae sont une sous-famille d'amphibiens de la famille des Hylidae.

## Liste des genres
Selon Amphibian Species of the World (9 juin 2017) :
- genre Dendropsophus Fitzinger, 1843
- genre Xenohyla Izecksohn, 1998